# 迈克尔·安德森 (游泳运动员)
迈克尔·安德森（英語：Michael Anderson，1987年7月12日—），澳大利亚男子游泳运动员。他曾代表澳大利亚参加2008年、2012年和2016年夏季残疾人奥林匹克运动会游泳比赛，获得一枚金牌、一枚银牌和一枚铜牌。